# Karl Schnabl
Karl Schnabl, avstrijski smučarski skakalec in športni zdravnik, * 8. marec 1954, Zahomec, občina Straja vas, Avstrijska Koroška.
Rodil se je v Zahomcu (nemško Achomitz) v Ziljski dolini.

## Športni razvoj
Mladi talent Karl Schnabl, član domačega slovenskega (dvojezičnega) Športnega društva Zahomec je bil skupaj z rojakom Francom Wiegelejom leta 1970 pritegnil pozornost trenerja Avstrijske smučarske zveze Baldurja Preimla, ki ga je povabil v smučarsko gimnazijo v Stamsu na Tirolskem. Tam je hitro potrdil svoj talent z dobrimi rezultati. Nekaj let kasneje sta bila Karl Schnabl in Anton Innauer skupaj z drugimi vodilni skakalci avstrijske nacionalne ekipe. V sezoni 1974/75 je bil Karl Schnabl najuspešnejši skakalec svetovne elite, prav tako v naslednji sezoni 1975/76.
Po številnih zmagah v tekmah posameznikov in tretjem mestu na Svetovnem prvenstvu v smučarskih poletih na Kulmu je bil Karl Schnabl leta 1976 eden izmed favoritov Olimpijskih iger 1976 v Insbrucku. Na teh igrah na domačih tleh je osvojil bronasto kolajno na srednji skakalnici in zmago na veliki skakalnici. Pri tem je v drugem skoku celo prehitel vodilnega po prvi seriji Tonija Innauerja.
Karl Schnabl se je na tekmah mednarodnega formata trinajstkrat uvrstil med prvo deseterico. In četudi takrat še ni bilo svetovnega pokala v smučarskih skokih, bi njegove zmage na številnih prireditvah danes veljale kot zmage pri svetovnem pokalu FIS.
Leta 1976 je prišlo pri slavnostni dobrodošlici v Zahomcu, ki mu ga je priredilo domače društvo v slovenščini (in nemščini), do izgredov nemških nacionalistov in prenos na državni televiziji je bil hitro prekinjen. 
Sezona po olimpijski zmagi ni bila uspešna ne za avstrijsko nacionalno ekipo, ne za Karla Schnabl. Po poškodbi na Svetovnem prvenstvu 1978 v Lahtiju je Karl Schnabl končal svojo aktivno smučarsko kariero. 

## Življenje po smučarski karieri
Leta 1978 je Karla Schnabl končal svojo aktivno smučarsko kariero in začel študij medicine. Najprej je našel zaposlitev v deželni bolnici v Beljaku. Leta 1987 je dobil podeljeno od Avstrijske akademije zdravnikov in intenzivnem dodatnem izobraževanju diplomo športnega zdravnika. Leta 1989 je ustanovil lastno športno medicinsko ordinacijo v Innsbrucku in je hkrati bil zdravnik avstrijske smučarske ekipe. Od leta 1994 je vodja Instituta za športno medicino dežele Koroške. 
Karl Schnabl je poročen in ima sina. Živi v Ločah v občini Štalenska gora.

## Športni uspehi
- 13-krat uvrstitev med prvo deseterico na velikih tekmah FIS.

### Zimske Olimpijske igre (ZOI)
- ZOI Innsbruck 1976 : bron na skakalnici, zlato na veliki skakalnici

### Svetovna prvenstva (SP)
- Kulm 1975 : bron na skakalnici za smučarske polete
- SP Vikersund 1977 : 32. mesto na skakalnici za smučarske polete
- SP Lahti 1978 : 4. mesto na srednji skakalnici

### Turneja štirih skakalnic
- 1973: 27. mesto (30. Oberstdorf, 33. Garmisch, 25. Innsbruck, 33. Bischofshofen)
- 1975: 3. mesto (35. Oberstdorf, 1. Garmisch, 1. Innsbruck, 1. Bischofshofen)
- 1976: 2. mesto (7. Oberstdorf, 2. Garmisch, 2. Innsbruck, 4. Bischofshofen)
- 1977: 7. mesto (29. Oberstdorf, 21. Garmisch, 4. Innsbruck, 2. Bischofshofen)
- 1978: 66. mesto (30. Innsbruck, 13. Bischofshofen)

### Avstrijska prvenstva (AP)
- 1972: srednja skakalnica, Feldkirchen - 3. mesto
- 1975: srednja skakalnica, Andelsbuch - 1. mesto
- 1976: srednja skakalnica, Bad Goisern - 1. mesto
- 1977: srednja skakalnica, Schwarzach - 1. mesto
- 1978: srednja skakalnica, Wörgl - 3. mesto
- 1978: srednja skakalnica, Murau - 2. mesto

### Uvrstitev na lestvici
- 1974/75: 1. svetovna lestvica
- 1975/76: 1. svetovna lestvica

## Priznanja (izbor)
- 1996: Zlato priznanje za zaslužke za Republiko Avstrijo